# راماگوندام
راماگوندام
شهر راماگوندام (به انگلیسی: Ramagundam) با جمعیت ۲۵۱٫۵۹۹ نفر در ایالت آندرا پرادش در کشور هند واقع شده‌است.